# Claude-Louis Petiet
Claude-Louis Petiet (Châtillon-sur-Seine, 9 febbraio 1749 – Parigi, 25 maggio 1806) è stato un politico e generale francese.
Fu eletto nel Consiglio degli Anziani nel 1795 e fu nominato Ministro della guerra l'8 febbraio 1796. Fu licenziato il 14 luglio 1797 da Paul Barras, Jean-François Reubell e Louis Marie de La Révilleère-Lépeaux. Fu nominato al Consiglio di Stato di Napoleone Bonaparte, diventò amministratore del campo militare di Boulogne nel 1805 e senatore nel 1806.